# 拉里莎·布拉诺娃
拉里莎·尼古拉耶芙娜·布拉诺娃（羅馬化：Larisa Nikolayevich Buranova；1969年4月3日—）是俄罗斯政治人物，第八届国家杜马代表。
1969年，她毕业于乌德穆尔特国立大学，获得历史学专业学位。1991年至1995年，布拉诺瓦担任历史老师。1995年，她被任命为乌德穆尔特政府民族委员会首席专家。 1999年，该委员会改组为共和党国家政策部，她被任命为该部部长。2008年至2014年，她担任国家政策部第一副部长。2014年，她被任命为乌德穆尔特国家政策部部长。
自2021年9月起，她担任第八届国家杜马会议代表。

## 制裁
布拉诺娃于2022年因俄乌战争而受到欧盟制裁。